# 深見茂
深見 茂（ふかみ しげる、1934年1月24日 - ）は、ドイツ文学者、大阪市立大学・滋賀県立大学名誉教授、祇園祭山鉾連合会理事長。

## 人物・来歴
京都市生まれ。1958年大阪大学大学院独文科修士課程修了、同年6月大阪市立大学文学部助手、講師、助教授。1981年10月教授。1994年「ドイツ近代短篇小説の研究 -その歴史と本質」で大阪市大文学博士。1995年定年退官、名誉教授、滋賀県立大学国際教育センター教授。2004年退任、名誉教授。
2012年11月、瑞宝中綬章受章。

## 著書
- 『ドイツ近代短篇小説の研究 その歴史と本質』東洋出版 1995.10

### 共編著
- 『ドイツ文学を学ぶ人のために』（編）世界思想社 1991.4
- 高橋麻帆、渡邊伸、吉岡真佐樹、吉岡いずみ 著、青地伯水編 編『京都の中のドイツ』春風社、2011年3月7日。ISBN 9784861102660。

### 翻訳
- 「説教 6篇」シュライエルマッハー 現代キリスト教思想叢書 1 白水社 1974
- E・クレッチマー『形成と思考 ある精神医学者の歩んだ道』福屋武人共訳 医事公論社 1975
- 「シュペルトの旅籠、踊る足、冥合の術」(ヴェルナー・ベルゲングリューン 現代ドイツ幻想短編集 世界幻想文学大系 国書刊行会 1975
- 「友だち 怪しのさかずき ハイモンの子らの物語」ルドルフ・ティーク ドイツ・ロマン派全集 第1巻 国書刊行会 1983.8
- 「ウンディーネ・地獄の小鬼の物語・ロサウラとその一族」フリードリヒ・ド・フケー ドイツ・ロマン派全集 第5巻 国書刊行会 1983.12
- 『ドイツ・ロマン派全集 第9巻 無限への憧憬 ドイツ・ロマン派の思想と芸術』薗田宗人共編　国書刊行会 1984.8。フリードリヒ・シュレーゲルを訳
- 『ドイツ・ロマン派全集 第10巻 ドイツ・ロマン派論考』薗田宗人共編 国書刊行会 1984.12
- 『ドイツ・ロマン派全集 第17巻 呪縛の宴 ドイツ運命劇集』（編）国書刊行会 1989.6
- ヴィンフリート・フロイント『ドイツ幻想文学の系譜 ティークからシュトルムまで』（監訳）彩流社 1997.5
- 『水に沈む シュトルム名作集 1』三元社 2009.5
- 『御雇い医術師-帰郷 シュトルム名作集 3』三元社 2011.2

## 参考
- 深見茂教授略歴・著作目録（深見茂教授退任記念号）「人文研究」1995
- 深見 茂プロフィール アーカイブ 2018年1月16日 - ウェイバックマシン